# アリエル1号
アリエル1号（Ariel 1, UK-1, S-55）はイギリス初の人工衛星。アリエル計画の第1号で、この衛星によってイギリスはソ連、アメリカに続き世界で3番目に衛星を運用した国となった。この衛星は1959年、1960年における政治的討議の結果として同意された協定により、アメリカ国内でNASAによって作製された。

## 概要
1959年末、COSPARでの会合にて、他国の科学衛星の開発と打ち上げを援助するというアメリカの申し出を受け入れ、イギリスの科学工学研究協議会はNASAにアリエル1号の開発を提案した。翌年の初期までには計画の及ぶ期間やどの組織が計画のどの部分を担当するかが決まっていた。
衛星の作製はゴダード宇宙飛行センターで行われ、科学工学研究協議会は衛星を運用し、得られた実験データの解析を行った。6つの科学装置が搭載され、宇宙線に関する装置以外はすべて太陽光と地球の電離層内変化の関係を研究するものだった。
1962年4月26日にアメリカのケープカナベラル空軍基地からソー・デルタによって打ち上げられ、一部の装置の不具合を除けば、1962年7月9日にアメリカ合衆国のスターフィッシュ・プライム高高度核爆発実験による核爆発で損傷を受けるまで正常に作動した。